# Édit du préteur
L’édit du préteur (en latin : edictum praetoris) est une proclamation affichée par les préteurs (magistrats romains) lors de leur entrée en charge, par laquelle ils font connaître la manière dont ils entendent régler les questions de leur compétence pendant toute la durée de leurs fonctions (un an).
La publication d'un édit s'impose au préteur, lors de son entrée en charge. L'édit est inscrit sur une table de bois blanchi à la chaux (album) dénommée album praetoris ; il en est donné en lecture publique et il est exposé au Forum. L'édit est publié in contione : le peuple est appelé par le héraut devant le préteur pour en recevoir la communication orale. Le texte de l'édit est écrit en noir (atramentum) ; il est rubriqué, c'est-à-dire pourvu de titres intermédiaires en rouge. L'édit lui-même contient action poenalis popularis et in factum emportant, contre tous ceux qui l'auraient volontairement enlevé ou altéré, une amende.
Chacun des deux préteurs publiait un édit :
- le préteur urbain, sur le jus civilis applicable seulement aux citoyens romains, et sur le jus gentium, partie du droit romain dont les étrangers pouvaient se réclamer et qui était également applicable aux citoyens romains,
- le préteur pérégrin, limité au jus gentium.

Il y avait l’edictum perpetuum (« édit non interrompu »), qui prenait effet le jour de l'entrée en fonction du magistrat et qui perdait son effet à l'expiration de ses fonctions.
En 67 av. J.-C., un plébiscite, la lex Cornelia, interdit aux préteurs de modifier leur edictum perpetuum pendant la durée de leur charge ou d'y déroger par des décisions contraires. Sur les points non prévus par son édit, le magistrat pouvait rendre un edictum repentinum sur un sujet particulier.
D'année en année, des clauses finirent par être reprises d'un édit sur l'autre, et on finit par distinguer les edicta traslaticia, les clauses reprises sans modification, des edicta nova, clauses nouvelles ou modifiées. C'est ainsi que se forma une sorte de droit traditionnel, appelé droit prétorien, et qui devint une des sources les plus importantes du droit romain.
En 131, les edicta traslaticia furent compilés par Salvius Julianus sur ordre de l'empereur Hadrien pour servir de règle à l'avenir. Cette compilation prit le nom d’edictum perpetuum avec le sens d'« édit perpétuel ». Dorénavant, les magistrats ne pouvaient plus transgresser les stipulations de cet édit, mais pouvaient en modifier la forme ou prendre des dispositions nouvelles sur des points qui n'avaient pas été réglementés. Cependant, dès cette époque l'empereur était devenu le seul législateur de l'empire romain.